# 登別市立幌別中学校
登別市立幌別中学校（のぼりべつしりつほろべつちゅうがっこう、Horobetsu Junior High School）は、北海道登別市にある公立中学校である。

## 沿革
- 1947年6月 - 幌別小学校の施設を借り開校。
- 1951年7月 - 校舎落成。
- 1980年8月 - 北海道中体連大会にて準優勝（野球部）
- 2000年8月 - 北海道吹奏楽コンクール中学校A編成の部 金賞（吹奏楽部）

## 主な出身者
- 成田貴志（元バレーボール選手、元バレーボール全日本代表）